# Päiviösaari
Päiviösaari är en ö i Finland. Den ligger i sjön Saimen och i kommunen Taipalsaari i den ekonomiska regionen  Villmanstrands ekonomiska region  och landskapet Södra Karelen, i den södra delen av landet, 210 km nordost om huvudstaden Helsingfors. Öns area är 40,4 hektar och dess största längd är 1,2 kilometer i öst-västlig riktning.